# Чарлін
Чарлін (пол. Czarlin, нім. Czarlin, 1942–45 Schedlin) — село в Польщі, у гміні Тчев Тчевського повіту Поморського воєводства.
Населення — 848 осіб (2011).
У 1975-1998 роках село належало до Гданського воєводства.

## Демографія
Демографічна структура станом на 31 березня 2011 року:
|          | Загалом | Допрацездатний вік | Працездатний вік | Постпрацездатний вік |
| -------- | ------- | ------------------ | ---------------- | -------------------- |
| Чоловіки | 422     | 110                | 277              | 35                   |
| Жінки    | 426     | 98                 | 251              | 77                   |
| Разом    | 848     | 208                | 528              | 112                  |